# چاچوئنگسائو
چاچوئنگسائو (به تایلندی: ฉะเชิงเทรา) یک شهر در تایلند است که در استان چاچوئنگسائو واقع شده‌است.

## خصوصیات
چاچوئنگسائو ۶۰٬۸۹۳ نفر جمعیت دارد.